# Chromis okamurai
Chromis okamurai är en fiskart som beskrevs av Yamakawa och Randall, 1989. Chromis okamurai ingår i släktet Chromis och familjen Pomacentridae. Inga underarter finns listade i Catalogue of Life.